# Episodi di Grace Under Fire (quarta stagione)
La quarta stagione della serie televisiva Grace Under Fire è stata trasmessa in anteprima negli Stati Uniti d'America dalla ABC tra il 18 settembre 1996 e il 7 maggio 1997.
| nº | Titolo originale                   | Titolo italiano | Prima TV USA      | Prima TV Italia |
| -- | ---------------------------------- | --------------- | ----------------- | --------------- |
| 1  | This Sold House                    |                 | 18 settembre 1996 |                 |
| 2  | Neither a Borrower nor a Roofer Be |                 | 25 settembre 1996 |                 |
| 3  | Quentin Returns                    |                 | 2 ottobre 1996    |                 |
| 4  | Grace and Sailor Bob               |                 | 9 ottobre 1996    |                 |
| 5  | Dating Buddies                     |                 | 23 ottobre 1996   |                 |
| 6  | The Ghost and Mrs. Kelly           |                 | 30 ottobre 1996   |                 |
| 7  | Road to Nowhere                    |                 | 6 novembre 1996   |                 |
| 8  | Redeeming Jimmy                    |                 | 13 novembre 1996  |                 |
| 9  | The Show-Me State                  |                 | 20 novembre 1996  |                 |
| 10 | Fire Music                         |                 | 27 novembre 1996  |                 |
| 11 | Grace Tests Out                    |                 | 4 dicembre 1996   |                 |
| 12 | A Holly Jolly Christmas            |                 | 18 dicembre 1996  |                 |
| 13 | Matthew's Old Lady                 |                 | 8 gennaio 1997    |                 |
| 14 | Grace of Wrath                     |                 | 15 gennaio 1997   |                 |
| 15 | Wade's Partner                     |                 | 29 gennaio 1997   |                 |
| 16 | Pills                              |                 | 5 febbraio 1997   |                 |
| 17 | Waiting for Peugeot                |                 | 12 febbraio 1997  |                 |
| 18 | Birthin' Babies                    |                 | 19 febbraio 1997  |                 |
| 19 | Vegas                              |                 | 26 febbraio 1997  |                 |
| 20 | Jimmy Moves In                     |                 | 12 marzo 1997     |                 |
| 21 | Quentin Gets His Gun               |                 | 26 marzo 1997     |                 |
| 22 | Sam's Dad                          |                 | 9 aprile 1997     |                 |
| 23 | Grace Graduates                    |                 | 30 aprile 1997    |                 |
| 24 | Rob vs. Jimmy                      |                 | 6 maggio 1997     |                 |
| 25 | Grace's New Job                    |                 | 7 maggio 1997     |                 |